# Шао Юаньчун
Ша́о Юаньчу́н (кит. упр. 邵元沖, пиньинь Shào Yuánchōng; 1890 — 14 декабря 1936) — государственный деятель Китайской республики, председатель Законодательного Юаня Китайской Республики (1921—1932 и 1932—1933).

## Биография
Был одним из лидеров Синьхайской революции. Он был вице-президентом Законодательного совета Юаня и мэром Ханчжоу и был одним из авторов государственного гимна Китайской Республики.
Работал адвокатом, затем занял должность в судебном управлении в Чжэньцзяне провинции Цзянсу. В эти же годы вступил в Тунмэнхой. В 1911 г. посетил Японию, где познакомился с Сунь Ятсеном.
Вернувшись в Китайскую Республику, работал в редакции «Национальной газеты» в Шанхае. В 1913 г. активно участвовал во Второй революции против режима Юань Шикая. В 1914 г. вступил в «Гоминьдан» и работал в редакции журнала «Китайская Республика».
В сентябре 1917 года был назначен главным секретарем в провинции Гуанчжоу. В 1919 г. отправился для получения высшего образования в Соединенных Штатах, где учился в Висконсинском и Колумбийском университетах.
В январе 1924 г. он был избран первым членом центрального комитета «Гоминьдана». Являлся политическим инструктором военного училища Хуандао (заместитель начальника политического отдела) и членом Юридического комитета. Зимой того же года он отправился в Пекин, где был назначен заместителем мэра.
После смерти Сунь Ятсена он присоединился к так называемой «Клике западных холмов» (Сишань Хуэйи), правому крылу «Гоминьдана», поддержавшего Ху Ханьминя в борьбе против Чан Кайши. В мае 1926 г. он был утвержден руководителем Центрального молодёжного отделения «Гоминьдана». В мае следующего года он вошел в руководство партийного комитета провинции Чжэцзян и мэром Ханчжоу.
В 1931—1932 и 1932—1933 гг. — председатель Законодательного Юаня Китайской Республики.
В декабре 1936 г. во время Сианьского инцидента был ранен и вскоре скончался.